# Медведев, Павел Сергеевич
Павел Сергеевич Медведев (17 октября 1995 Тольятти, Россия) — российский хоккеист, защитник клуба «Югра».

## Биография
Воспитанник московского «Динамо». В сезоне 2011/12 выступал в клубе Молодёжной хоккейной лиги ХК МВД.
В 2012 году на драфте КХЛ был выбран под общим 46-м номером Магнитогорским «Металлургом». Провёл 2 сезона в молодёжной команде «Стальные Лисы». В 18 лет дебютировал в клубе Высшей хоккейной Лиги «Кубань», по окончании сезона вернулся в Магнитку, где стал обладателем Кубка Гагарина.
В 2017 году был обменян из Магнитогорского «Металлурга» в Нижегородское «Торпедо».
В 2019 году завоевал золотые медали Зимней Универсиады в Красноярске. В сентябре 2019 года был обменян в хабаровский «Амур».
В 2020 году присвоено звание Мастер спорта России.